# Nadžu
Nadžu je město v Jižní Koreji v provincii Jižní Čolla.

## Historie
Až do roku 1895 bylo Nadžu hlavním městem Jižní Čolly, poté bylo přesunuto do Kwangdžu. Město je známé pro své hrušky - hruška se dostala i do městského znaku a nachází se zde muzeum hrušek.
Nachází se zde Tongšinská univerzita, což je soukromá univerzita s asi 7000 studenty.

## Partnerská města
- Isaac, Austrálie

- Kurajoši, Japonsko
- Nan-čchang, Čína (2007)
- Wenatchee, Washington, Spojené státy americké